# 尊賢館
尊賢館，由國立臺灣大學委外經營，是臺大校總區中的旅館之一（另一為鹿鳴雅舍）。位於台北市大安區羅斯福路，介在臺北市大安區銘傳國民小學與國立臺灣大學第二學生活動中心之間。建築名稱「尊賢」二字是為了紀念企業家吳尊賢。尊賢館於2002年12月28日上午九時進行啟用典禮，而12月28日正好為吳尊賢的冥誕。
尊賢館的營運是台大第一次辦理委外經營。2003年1月至2012年12月，臺大委託立德飯店經營尊賢館，此時期尊賢館全名為立德台大尊賢會館。2013年1月15日至2022年12月31日，臺大委託晶華國際酒店經營尊賢館。2013年5月，捷絲旅臺大尊賢館開幕（旅館業登記證編號：802）。

## 建築設計
尊賢館由吳明修設計，主體建築為圓拱型，門廳採內凹式設計。大廳挑高，擁有72間客房與套房。尊賢館與台大第二學生活動中心中間有連接的通道，因此可與活動中心的會議室連成大型會議場所。

## 伯公亭

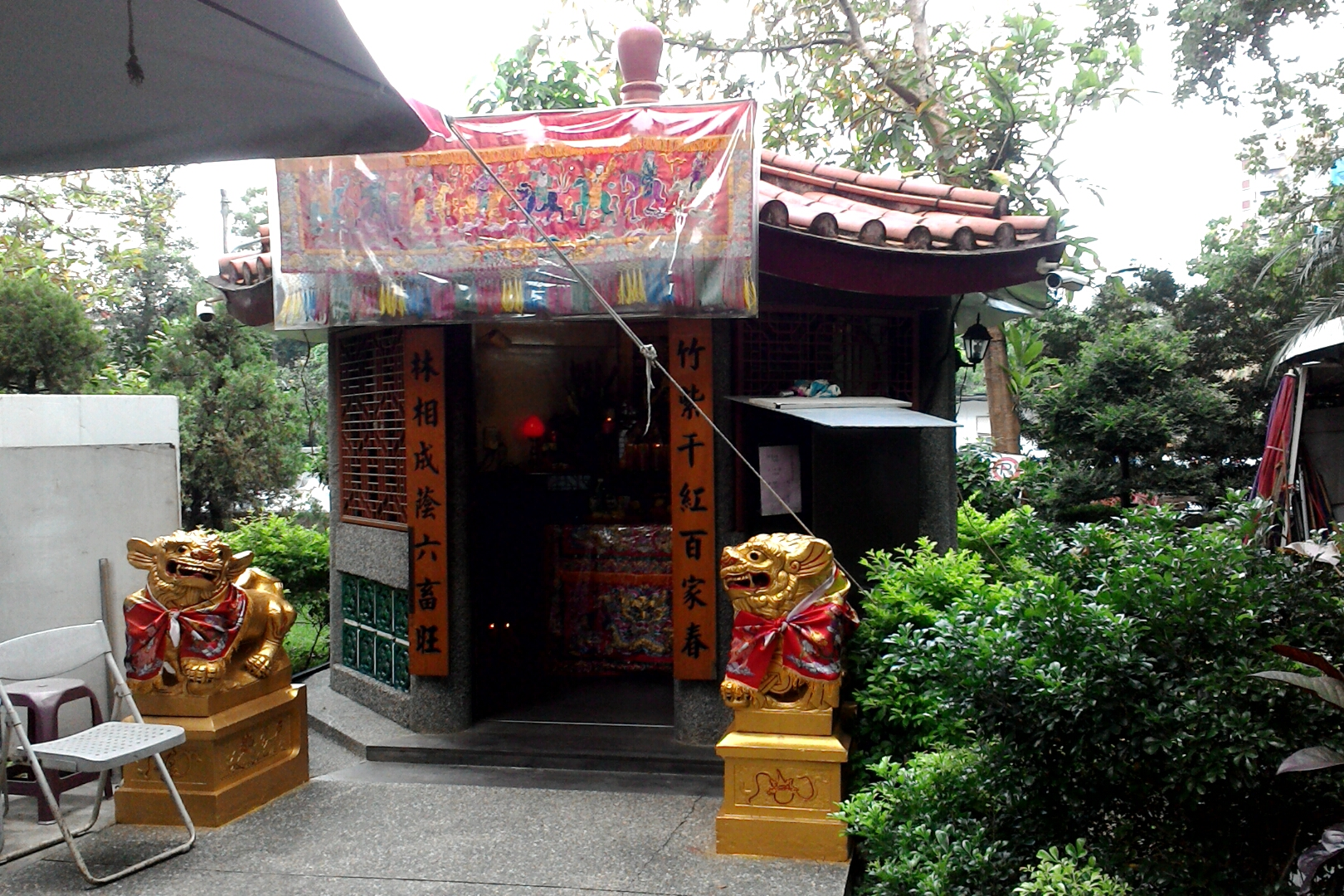
臺大伯公亭

原先尊賢館基地所在的民宅聚落，有間臺灣民間信仰廟宇供奉土地公。隨著聚落拆遷折除，臺大校方承諾將於尊賢館建成後重建土地公廟。2004年9月，開始重建土地公廟。2006年11月，新廟完工，重建後的土地公廟取名伯公亭。

## 外部連結
- 捷絲旅官網 （页面存档备份，存于）
- 捷絲旅的Facebook專頁
- 捷絲旅的Instagram帳戶
- 捷絲旅的新浪微博